# Asianux
Asianux é uma distribuição Linux baseada no Red Hat Enterprise Linux 3, lançado em 2004 e, implementada em desenvolvimento compartilhado dos fornecedores Red Flag Software (China), Miracle Linux (Japão), Haansoft (Coreia do Sul), VietSoftware (Vietnã, a partir de setembro de 2007) e WTEC (Tailândia, a partir de dezembro de 2008), contendo as línguas regionalizadas Chinês, Japonês, Coreano e, Inglês
Sendo distribuída e anunciada pela Red Flag Software e pela Miracle, Asianux é projetado como um componente principal ou básico para uma distribuição gnu/linux, que poderia ser lançada por companhia relacionadas como suas próprias distribuições, com recursos diferenciados. 

## Histórico de lançamentos
O lançamento inicial, da versão Asianux 1.0 em 2004;
O lançamento da versão Asianux 2.0 em 21 de agosto de 2005, baseada no Red Hat Enterprise Linux 4;
O lançamento da versão Asianux 3.0 em 22 de setembro de 2007.
Versão Asianux Server Linux 8.0.
Versão Asianux 3 SP3.